# Agathe Ngo Nack
Agathe Ngo Nack (2 maart 1958) is een atleet uit Kameroen.
Op de Olympische Zomerspelen van 1984 nam Ngo Nack voor Kameroen deel aan het onderdeel discuswerpen.
- World Athletics: 14550191